# Pseudogonatodes peruvianus
Espèce
Pseudogonatodes peruvianus est une espèce de geckos de la famille des Sphaerodactylidae.

## Répartition
Cette espèce se rencontre :
- au Pérou dans la vallée du río Utcubamba ;
- en Colombie.

## Publication originale
- Huey & Dixon, 1970 : A new Pseudogonatodes from Peru with remarks on other species of the genus. Copeia, vol. 1970, n. 3, p. 538-542.